# Dayton C. Miller
Dayton Clarence Miller (13 de marzo de 1866 – 22 de febrero de 1941) fue un físico estadounidense, astrónomo, ingeniero acústico, y flautista aficionado.  Fue un experimentador temprano en radiografías, Miller defendió la teoría del éter y del espacio absoluto, siendo un adversario de la teoría  de la relatividad de Albert Einstein.
Nacido en Ohio, hijo de Charles Webster Dewey y Viena Pomeroy Miller, se graduó en la Universidad de Baldwin el 1886 y se doctoró en astronomía a Princeton el 1890 bajo la dirección de Charles A.Young. Miller pasó la totalidad de su carrera enseñando física a la Caso School of Applied Science de Cleveland, (Ohio), siendo al mismo tiempo ninguno del departamento de física desde el 1893 hasta su jubilación el 1936.    
Siguiendo el descubrimiento de los RAYOS X de Wilhelm Röntgen el 1895, Miller utilizó un Tubo de rayos catódicos construido por William Crookes para hacer algunas de las primeras radiografías de objetos escondidos, incluyendo una bala dentro de una de las extremidades de un hombre.  
Activo en muchas organizaciones científicas, Miller fue miembro de la Academia Estadounidense de Artes y Ciencias y de la Sociedad Filosófica Estadounidense.  Durante la década del 1920, fue secretario, vicepresidente, y finalmente presidente de la "American Physical Society" y al mismo tiempo presidente de la división de "Ciencias Físicas" del "National Research Council".  Desde el 1931 al 1933 fue presidente de Acoustical Society of America.

## Contribuciones científicas

### Investigación sobre el éter
En 1900, comenzó a trabajar con Edward Morley en la detección de la deriva del éter, en ese momento una de las áreas "calientes" de la física fundamental. Siguiendo con el aparato básico como el anterior experimento de Michelson-Morley, Miller y Morley publicaron otro resultado nulo en 1904. Estos resultados experimentales se citaron posteriormente en apoyo de la teoría de la relatividad de Albert Einstein. Miller continuó trabajando en el perfeccionamiento de sus técnicas experimentales después de 1904, realizando millones de mediciones sobre la deriva del éter y, finalmente, desarrollando el interferómetro más sensible del mundo en aquella época.
Dayton Miller realizó más de 326.000 vueltas de interferómetro con 16 lecturas cada una, (más de 5.200.000 mediciones). Mostraron lo que parecía ser una pequeña cantidad de deriva (unos 9 km/s, 1/3 de la velocidad de la Tierra alrededor del Sol). Con luz blanca y brazos de 32 m pudo ver casi siempre el mismo resultado:
- Una amplitud de desplazamiento de 0,12 ± 0,01 franjas, incompatible con cero.
- Una fase de desplazamiento que apunta a un vértice en la constelación de Dorado.

El análisis de la amplitud sugiere un arrastre de éter. Pero el análisis de fase sugiere que el Sistema Solar se dirige hacia la constelación de Dorado a una velocidad de 227 km./s.
Estos resultados fueron presentados por Miller como una indicación positiva de la existencia de una deriva del éter. Sin embargo, el efecto que vio Miller fue minúsculo, mucho menor de lo que cabría esperar para un éter estacionario. Para que estos resultados fueran consistentes con un éter, había que suponer que el éter era arrastrado junto con la Tierra en una medida mucho mayor de lo que las teorías del éter solían predecir. Los valores tan elevados podían eliminarse debido a otros fenómenos físicos como la aberración estelar, que ponía límites máximos a la cantidad de arrastre. Además, la medición estaba estadísticamente alejada de cualquier otra que se realizara en ese momento. En muchos experimentos se estaban observando desplazamientos de la franja de alrededor de 0,01, mientras que el 0,08 de Miller no se duplicaba en ningún otro lugar, incluidos los propios experimentos de 1904 de Miller con Morley, que mostraban un desplazamiento de sólo 0,015.
Basándose en un análisis de errores, los críticos de Miller argumentaron que había sobrestimado la precisión de sus resultados y que, en realidad, sus mediciones eran perfectamente coherentes con una diferencia de franjas de cero, el resultado nulo que registraban todos los demás experimentos. Sin embargo, Miller siguió defendiendo sus resultados, afirmando que la razón probable de los supuestos resultados nulos era que no se estaban realizando en lugares altos (como las cimas de las montañas), donde el viento del éter (la deriva) era supuestamente mucho mayor debido a una menor resistencia del éter.

Einstein se interesó por esta teoría de la deriva del éter y reconoció que un resultado positivo para la existencia del éter invalidaría la teoría de la relatividad especial, pero comentó que las influencias de la altitud y las temperaturas podrían haber sido fuentes de error en los resultados. Miller comentó:
El problema con el profesor Einstein es que no sabe nada de mis resultados. [...] Debería reconocerme el mérito de saber que las diferencias de temperatura afectarían a los resultados. Me escribió en noviembre sugiriendo esto. No soy tan simple como para no tener en cuenta la temperatura.

## Otros esfuerzos
El Dr. Miller publicó manuales diseñados para ser manuales de estudiantes para la realización de problemas experimentales en física. En 1908, el interés de Miller por la acústica le llevó a desarrollar una máquina para registrar fotográficamente las ondas sonoras, llamada phonodeik. Utilizó la máquina para comparar las formas de onda producidas por flautas fabricadas con diferentes materiales. Durante la Primera Guerra Mundial, Miller trabajó con las características físicas de las ondas de presión de los grandes cañones a petición del gobierno. Dayton Miller fue elegido miembro de la Academia Nacional de Ciencias en 1921. Fue miembro del Consejo Nacional de Investigación en Washington D. C. de 1927 a 1930.

## Trabajos publicados
- Laboratory Physics, a Student's Manual for Colleges and Scientific Schools. (New York: Ginn & Company, 1903)
- Extract from a Letter dated Cleveland, Ohio, Augusto 5th, 1904, tono Lord Kelvin from Profs. Edward W. Morley and Dayton C. Miller., (Philosophical Magazine, S. 6, Vol. 8. No. 48, Debo de. 1904, pp. 753–754)
- Donde the Theory of Experimentos tono detect Aberrations of the Second Degree. (with Edward Morley, Philosophical Magazine, S. 6, Vol. 9. No. 53, May 1905, pp. 669–680)
- Report of an experimento tono detect the Fitzgerald-Lorentz Effect (with Edward Morley, Proceedings of the American Academy of Artes and Sciences, Vol. XLI, No. 12. 1905)
- Final Report donde Ether-drift Experimentos (with Edward Morley, Science, Vol. XXV, No. 2. p. 525, 1907)
- The Science of Musical Sounds (New York: The Macmillan Company, 1916, revised 1926)
- Anecdotal History of the Science of Sound (New York: The Macmillan Company, 1935)
- Sound Waves: Their Shape and Speed (New York: The Macmillan Company, 1937)
- Sparks, Lightning and Cosmic Rays (New York: The Macmillan Company, 1939)
- The Ether-Drift Experimentos and the Determination of the Absolute Motion of the Earth (Reviews of Moderno Physics 5, 203-242 (1933))